# Іран на зимових Олімпійських іграх 1956
Іран на зимових Олімпійських іграх 1956 року, які проходили в італійському місті Кортіна-д'Ампеццо, був представлений 3 спортсменами (усі чоловіки) в одному виді спорту: гірськолижний спорт. Прапороносцем на церемонії відкриття Олімпійських ігор був Симон Фарзамі.
Іран вперше взяв участь у зимових Олімпійських іграх. Іранські спортсмени не здобули жодної медалі.

## Учасники
за видом спорту та статтю
| Вид спорту          | Чоловіки | Жінки | Разом |
| ------------------- | -------- | ----- | ----- |
| Гірськолижний спорт | 3        | 0     | 3     |
| Разом               | 3        | 0     | 3     |

## Гірськолижний спорт
| Спортсмен     | Змагання                     | Фінал             | Фінал             | Фінал             | Фінал             |
| Спортсмен     | Змагання                     | Спуск 1           | Спуск 2           | Разом             | Місце             |
| ------------- | ---------------------------- | ----------------- | ----------------- | ----------------- | ----------------- |
| Бенік Аміріан | слалом, чоловіки             | дискваліфікований | —                 | —                 | —                 |
| Бенік Аміріан | гігантський слалом, чоловіки | дискваліфікований | дискваліфікований | дискваліфікований | дискваліфікований |
| Бенік Аміріан | швидкісний спуск, чоловіки   | 5:02.7            | 5:02.7            | 5:02.7            | 44                |
| Реза Базарган | слалом, чоловіки             | дискваліфікований | —                 | —                 | —                 |
| Реза Базарган | гігантський слалом, чоловіки | 4:15.0            | 4:15.0            | 4:15.0            | 75                |
| Реза Базарган | швидкісний спуск, чоловіки   | дискваліфікований | дискваліфікований | дискваліфікований | дискваліфікований |
| Махмуд Беїглу | слалом, чоловіки             | 2:56.7            | 2:54.6            | 5:51.3            | 55                |
| Махмуд Беїглу | гігантський слалом, чоловіки | 4:43.9            | 4:43.9            | 4:43.9            | 82                |
| Махмуд Беїглу | швидкісний спуск, чоловіки   | 4:22.0            | 4:22.0            | 4:22.0            | 39                |